# Neonilowka
Neonilowka (russisch Неониловка) ist ein Dorf (selo) in der Oblast Kursk in Russland. Es gehört zum Rajon Gluschkowo und zur Landgemeinde (selskoje posselenije) Markowski selsowjet.

## Geographie
Der Ort liegt gut 136 km Luftlinie südwestlich des Oblastverwaltungszentrums Kursk im südwestlichen Teil der Mittelrussischen Platte, 26,5 km nordwestlich des Rajonverwaltungszentrums Gluschkowo, 1,5 km vom Sitz des Dorfsowjet – Dronowka, 1,5 km von der Grenze zwischen Russland und der Ukraine, am Fluss Kolodesch (Nebenfluss des Seim).

### Klima
Das Klima im Ort ist wie im Rest des Rajons kalt und gemäßigt. Es gibt während des Jahres eine erhebliche Niederschlagsmenge. Dfb lautet die Klassifikation des Klimas nach Köppen und Geiger.

## Bevölkerungsentwicklung
| Jahr | Einwohner |
| ---- | --------- |
| 2002 | 197       |
| 2010 | 115       |

Anmerkung: Volkszählungsdaten

## Verkehr
Neonilowka liegt 11,5 km von der Straße regionaler Bedeutung 38K-040 (Chomutowka – Rylsk – Gluschkowo – Tjotkino – Grenze zur Ukraine), an der Straße interkommunaler Bedeutung 38N-123 (Karysch – Eisenbahnhaltestelle Neonilowka in der Nähe des gleichnamigen Dorfes – Grenze zur Ukraine) und in der Nähe der Eisenbahnhaltestelle Neonilowka (Eisenbahnstrecke Chutir-Mychajliwsky – Woroschba) entfernt.
Der Ort liegt 183 km vom internationalen Flughafen von Belgorod entfernt.